# Cytheropteron spiculiformis
Cytheropteron spiculiformis is een mosselkreeftjessoort uit de familie van de Cytheruridae.